# Classificação dos vírus
Os Vírus se classificam de acordo com os princípios de classificação científica utilizados para plantas e animais, seguindo antes regras próprias.

## Classificação
Na classificação dos vírus existe:
- Classificação antiga – Sintomatologia
- 1966, Comitê Internacional de Taxonomia Viral:
- tipo de ácido nucleico
- estratégia de replicação
- morfologia
- de Reino até Ordem - ausência de classificação
- Família - Viridae
- Gênero - Virus
- Espécie viral

Cerca de 3.600 espécies(mas se estima que haja mais ou menos 500 mil espécies, e podem, no futuro ser mais, porque são mutagênicos, se transformam)
As regras da nomenclatura binominal de Lineu não são aplicadas aos vírus. Eles não possuem, na verdade, um nome científico, porém nomes que são usados em todo mundo (há palavras em latim, português, inglês, grego, etc.), como se fosse um nome científico (também há uma sigla e um código numérico que é usado em todo o mundo).
Existem outros grupos possíveis, como por exemplo Tipo, que neste artigo são substituídos pelos seus correspondentes (no caso, tipo corresponde a um gênero, mas há também correspondentes de famílias).
É opinião de muitos especialistas que não existem classes de vírus, pois, pelas características dessas classes, alguns vírus ficam por contemplar. Assim, a classificação dos vírus em classes é inadequada.
No entanto, porque são utilizadas por alguns autores, fazemos aqui uma breve referência a uma das classificações possíveis (com base nas características do genoma), sem cariz  filogenético, já que os vírus podem não ter uma origem em comum...  Segue-se um destes tipos possíveis 
- Classe I - DNA de banda (ou fita) dupla.
- Classe II - DNA de banda simples.
- Classe III - RNA de banda dupla.
- Classe IV - banda simples de RNA positivo (isto é, o RNA é imediatamente traduzido pelos ribossomos, actuando como se fosse RNA mensageiro).
- Classe V - banda simples de RNA negativo (é necessário transcrever a banda em RNA mensageiro, para então este ser traduzido pelos ribossomos).
- Classe VI - banda simples, positiva, de RNA, com DNA como intermediário na formação das proteínas (retrovírus).
- Classe VII - banda dupla de DNA com um RNA intermediário na replicação (Hepadnavírus).

Há outras classificações virais com classes, embora a verdadeira não use classes. Essas outras classificações, a classes por seu anfitrião (indivíduo que o vírus infecta), ou ácido nucleico, ou por tipo, como satellites e viroids. Também há uma classificação viral que usa dois filos: Desoxivirus e Ribovirus. Há também uma que diz que todos os grupos são chamados: Forma.
Antigamente os vírus eram classificados como bactérias, no Reino das plantas, no tempo dos dois reinos.